# Mirza Alakbar Sabir
Mirza Alakbar Sabir (en azeri: Mirzə Ələkbər Sabir), né Alakbar Zeynalabdin oglu Tahirzadeh (30 mai 1862, Chamakhi - 12 juillet 1911, Chamakhi) est un poète satirique azéri, personnalité publique, philosophe et enseignant. 
Il rejette les voies bien rodées de la poésie, adoptant une nouvelle attitude envers les traditions classiques exprimées dans les œuvres de Fuzûlî, exemples du lyrique et de la tendance satirique dans la littérature azerbaïdjanaise, et en particulier dans la poésie. 

### Jeunesse
Mirza Alakbar Sabir nait le 30 mai 1862 à Chamakhi dans une famille pauvre. « Sabir » (« patient ») est l'un des nombreux pseudonymes du poète, qui lui demeure cependant attaché.
A cette époque, l'Islam domine dans la société. Sa mère, Saltanat, est une musulmane religieuse. Son père, Zeynalabdin Tahirzadeh, est marchand. Il a 7 sœurs et un frère.
Il a fait ses études primaires dans une école religieuse, élevé dans une atmosphère patriarcale et religieuse. En 1874, alors qu'il a douze ans, il entre dans une école d'un type nouveau, l'école du poète satiriste Seyid Azim Chirvani où, contrairement aux écoles traditionnelles, les matières d'enseignement général, ainsi que les langues azéri et russe sont enseignées. Encouragé par Seyid Azim, Sabir commence à traduire de la poésie persane et écrit des poèmes en azéri.
À 23 ans, Sabir, sous prétexte d'un pèlerinage dans les lieux saints, entreprend un voyage à travers le Caucase, l'Iran, l'Irak et l'Asie centrale. Il passe des examens au Département spirituel de la province de Bakou. Surpris par la nouvelle de la mort de son père à Achgabat, il retourne à Chamakhi.

### Enseignement
En 1900, le jeune poète à l'esprit moderne, chez qui l' intelligentsia locale se réunit souvent attire l'attention d'Abbas Sahhat ; ils se lient une étroite amitié qui dure jusqu'à la mort de Sabir. Abbas Sahhat, appréciant le talent de Sabir, l'a toujours encouragé et soutenu.
Le 11 avril 1908, le poète se rend à Tbilissi et reçoit un diplôme de langue maternelle et de professeur de charia du Bureau du Caucase Sheikh-ul-Islam. Cependant, après une lettre qu'il reçoit de Gori (Géorgie), il travaille pendant un certain temps comme professeur assistant dans une école de Chamakhi.
En septembre de la même année, Sabir peut ouvrir une école « Umid ». Il y a environ 60 élèves. Comme dans d'autres nouvelles écoles, les élèves sont assis sur des bancs, utilisent des aides visuelles et font de courtes excursions. La langue maternelle, la langue persane, la géographie et la nature, ainsi que les leçons du Coran et de la charia y sont enseignées.

### Pauvreté
Tout au long de sa vie, la pauvreté affecte Sabir. Il doit s'occuper du bien-être de sa famille, gagnant à peine sa vie. Il n'a plus de temps pour l'activité littéraire, d'autant plus que le spectre de la pauvreté se dessine de plus en plus distinctement. Sabir a essayé de devenir marchand mais n'a pas réussi. Au lieu de cela, il a beaucoup voyagé en Asie centrale et au Moyen-Orient.
La pauvreté, le surmenage, les soins sans fin à sa grande famille et la persécution nuisent à sa santé. Il fait bouillir du savon pour gagner sa vie et est souvent malade. En 1910, sa maladie du foie prend une tournure grave qui s'avère irréversible. Mirza Alekper Sabir décède le 12 juillet 1911, au sommet de sa puissance créatrice. Il est enterré dans sa ville natale de Chamakhi dans le cimetière Yeddi Gumbez (« Sept dômes »), au pied de la colline.

## Poésie

### Premiers poèmes
Mirza Alakbar Sabir écrit son premier poème à l'âge de huit ans. Ses œuvres reflétent à la fois les caractéristiques positives et négatives de la vie en Azerbaïdjan. Au début, Sabir écrit des textes lyriques et, sur demande, des ghazals, des élégies, des poèmes élogieux et de deuil. Ses premiers écrits imprimés ne paraissent qu'en 1903 dans le journal Shargui-Rus (« Russie orientale »). Entre 1903 et 1905, il collabore à des journaux et magazines : Debistan (« école triste »), Zenbur (« Taon  »), Irshad (« Guide »), Haguigat (« Vérité »), Hayat  (« Une vie »).

### Révolution russe de 1905

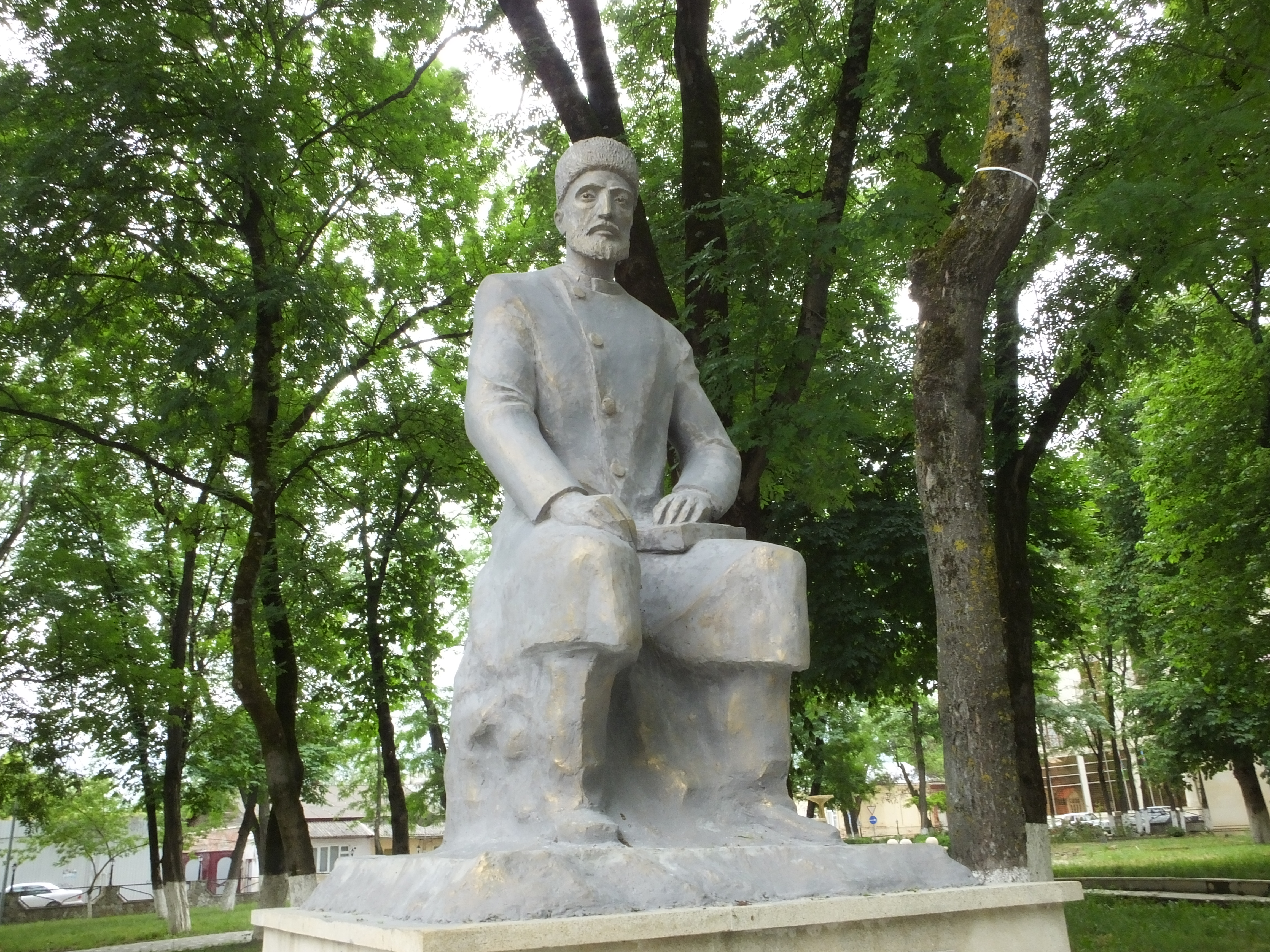
Statue de Mirza Alakbar Sabir à Bakou.

La révolution russe de 1905 a un effet puissant sur l'écriture de Sabir, lui insufflant un esprit révolutionnaire ; les motivations politiques et civiques deviennent prédominantes dans sa poésie et Sabir lui-même devient le porte-parole des idées du mouvement de libération nationale en Azerbaïdjan. Son attention créative est attirée par les aspects les plus sombres de la vie quotidienne de la société azerbaïdjanaise : fanatisme, débauche, oppression sociale, ignorance. 
Cette révolution, qui est suivie par la diffusion des idées démocratiques dans tout l'Empire russe, marque le début d'une nouvelle période dans l'activité littéraire de Sabir. Les ondes de choc des bouleversements provoquent une multitude de publications satiriques. La plus importante d'entre elles est le magazine satirique Molla Nasreddine, qui est populaire dans tout le Caucase, au Moyen-Orient et en Asie centrale. Ses éditeurs Jalil Mammadguluzadeh et Omar Faik Neimanzadeh  jouent un rôle décisif dans la formation de l'image créative de Sabir ; ses années de maturité, les meilleures et les plus créatives, sont associées à cette publication. Sa plume ne manque pas un seul événement politique, un seul problème typique de la société encore féodale et patriarcale azerbaïdjanaise. Il prend une part active à l'activité du journal, exposant les côtés négatifs de la société dans ses poèmes, condamnant avec passion le comportement et les actions des riches. Il écrit sur l'arbitraire des fonctionnaires tsaristes, des propriétaires terriens et des beys ignorants de leur peuple, le retard du clergé, le statut opprimé des femmes et la situation sociale des travailleurs. Les 5 à 6 premières années de publication du magazine sont inextricablement liées au nom de Sabir. 
La poésie de Sabir lui vaut le respect et la popularité du peuple mais, en même temps, le place dans une position très risquée et dangereuse. Il est exposé aux persécutions, aux attaques et aux insultes des fonctionnaires, mollahs et qochus (videurs), qui le menacent de représailles. Malgré la persécution du clergé, Sabir continue à lutter avec persistance pour ses idées, écrit dans divers magazines et journaux sous différents pseudonymes tels que Mirat, Fazil, Aglar-Gyulegen (« Riant-pleurant »). L'un de ses premiers pseudonymes est « Hop-hop », le nom de l'oiseau Huppe, qui réveille les gens à l'aube avec son cri et détruit les ravageurs. 
Sabir contribue de manière significative au mouvement révolutionnaire en Iran et en Turquie entre 1905 et 1910. Dans ses poèmes, il critique de manière caustique le régime du sultan Abdülhamid II et de Mohammad Ali Chah. Réalisme, lyrisme socio-politique et satire aiguë sont les principaux éléments qui caractérisent l'œuvre de Sabir, qui joue par ailleurs un rôle dans l'éducation révolutionnaire de la jeune génération. 
Pour la première fois dans la littérature azerbaïdjanaise, les satires sociales de Sabir soulèvent la question de l'oppression de classe. Les satires politiques traduisent la dispersion de la Douma d'État en Russie, les intrigues de l'autocratie contre le mouvement de libération dans les pays du Moyen-Orient, les intrigues de la réaction internationale. Dans les satires sociales, « De quoi avons-nous besoin? », « Pleurer », « Mendiant », « Qu'est-ce que je dois faire? », « Plainte du vieil homme » et autres, Sabir soulève pour la première fois la question de l'inégalité dans la société. 
Même malade, Sabir continue à écrire. Peu de temps avant sa mort, il dit à ses amis qui se tenaient à son chevet : « J'ai donné ma chair pour mon peuple. Mais si Dieu me donnait plus de temps, je déposerais aussi mes os. . . ».
Les poèmes de Sabir, ses épigrammes caustiques, ses portraits verbaux de personnage ont parus sur les pages du magazine Molla Nasreddine avec des illustrations colorées de l'artiste Azim Azimzade et sont parvenus aux lecteurs étrangers grâce à la diffusion du magazine dans les villes de Russie, d'Iran, d'Afghanistan, d'Égypte, d'Inde et autres pays.

### Hophopname
Après sa mort, en l'honneur de la mémoire de Sabir, sa femme Bullurnise et ses amis Abbas Sahhat et M. Mahmudbeyov rassemblent ses poèmes et les publient sous le nom de Hophopname en 1912. Deux ans plus tard, la deuxième meilleure édition de Hophopname est publiée par le peuple,. Utilisant un large éventail de moyens d'expression, dont certains ont été introduits par lui pour la première fois dans la poésie azerbaïdjanaise, Sabir a créé dans cette œuvre une galerie de types sociaux qui ont trahi les intérêts du peuple, porteurs de divers vices comme l'ignorance, l'inertie et l'argent facile.

## Postérité

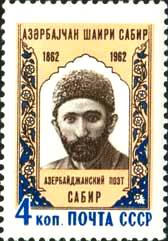
Timbre émis en URSS en 1962.

En Azerbaïdjan, le nom de Mirza Alakbar Sabir est donné à une ville et une région, un bateau à moteur, la bibliothèque nationale d'Azerbaïdjan et de nombreuses institutions culturelles et éducatives, des rues de villes et de villages.
A Bakou, sur la place qui porte son nom, son monument a été érigé. Une maison-musée a été ouverte à hamakhi.
La journée de la poésie de Sabir a lieu chaque année dans la république.
Un timbre a été émis  en URSS en 1962, pour le 100e anniversaire de la naissance du poète.